# Yare (socken i Kina, lat 31,49, long 82,33)
Yare (kinesiska: 亚热, 亚热乡) är en socken i Kina. Den ligger i den autonoma regionen Tibet, i den sydvästra delen av landet, omkring 870 kilometer väster om regionhuvudstaden Lhasa.
Genomsnittlig årsnederbörd är 403 millimeter. Den regnigaste månaden är juli, med i genomsnitt 80 mm nederbörd, och den torraste är november, med 9 mm nederbörd.